# 延徳村
延徳村（えんとくむら）は、長野県下高井郡にあった村。現在の中野市中心部の南西、長野電鉄長野線沿線にあたる。

## 歴史

### 村名の由来
延徳年間頃に遠洞湖を干拓し、耕地化した「延徳田圃」から。低地にあるため水害に遭いやすく、明治時代に救済策として杞柳（行李）の生産を奨励。豊岡杞柳細工で知られる兵庫県豊岡町（現・豊岡市）とは、大正から昭和にかけて杞柳細工の指導を仰いだり、神社を勧請して建立するなどの交流があった。

### 沿革
- 1889年（明治22年）4月1日 - 町村制の施行により、三ツ和村・桜沢村・篠井村・新保村の区域をもって発足。
- 1954年（昭和29年）7月1日 - 中野町・日野村・平野村・長丘村・平岡村・高丘村・科野村・倭村と合併して中野市が発足。同日延徳村廃止。

## 行政
村長、助役、収入役は以下の通りである。

### 村長
- 酒井鶴之助 1889年5月 - 1891年12月[1]
- 小林常松 1891年1月 - 1893年9月[1]
- 青木彦兵衛[1][5] 1893年9月 - 1904年5月[1]
- 郷道半治[2] 1904年7月 - 1905年3月[1]
- 郷道半治 1908年2月 - 1912年1月[1]
- 藤牧林右衛門[2][6] 1912年2月 - 1916年1月[1]
- 金子大治郎[2]
- 柴本千代太[2]
- 宮崎準治郎[2]
- 酒井鶴之助[2]
- 小林常松[2]
- 郷道義太郎[2]

### 助役
- 山崎庄助 1889年5月 - 1891年3月[1]
- 久保田庄兵衛 1891年3月 - 1898年7月[1]
- 小林常松 1898年7月 - 1901年1月[1]
- 黒崎啓治 1901年3月 - 1905年3月[1]
- 酒井實之助 1909年4月 - 1912年12月[1]
- 柴本熊太郎 1912年3月 - 1913年3月[1]
- 柴本八作 1913年4月[1] -

### 収入役
- 藤牧林右衛門 1889年5月 - 1893年3月[1]
- 西澤光太郎 1893年4月 - 1894年5月[1]
- 柴本禧之助 1894年6月 - 1897年6月[1]
- 佐藤九内 1897年6月 - 1898年6月[1]
- 久保田庄兵衛 1898年7月 - 1901年4月[1]
- 酒井實之助 1901年4月 - 1909年3月[1]
- 小林彦太 1909年4月 - 1913年3月[1]
- 西山芳松 1913年4月[1] -

## 経済

### 産業
金融機関
- 延徳銀行[7]

## 人口
1930年に刊行された『市町村治績録 改訂第2版』によると、戸数440、人口2200。

## 出身人物
- 青木賢一郎（長野県会議員）
- 青木太郎（中野市長）

## 交通

### 鉄道路線
- 長野電鉄
  - 河東線（現・長野線）
    - 桜沢駅 - 延徳駅